# Libědice (zámek)
Libědice jsou barokní zámek ve stejnojmenné obci asi jedenáct kilometrů jihovýchodně od Kadaně v okrese Chomutov. Zámek stojí na východním okraji vesnice v areálu bývalého hospodářského dvora v nadmořské výšce 255 metrů.

## Historie

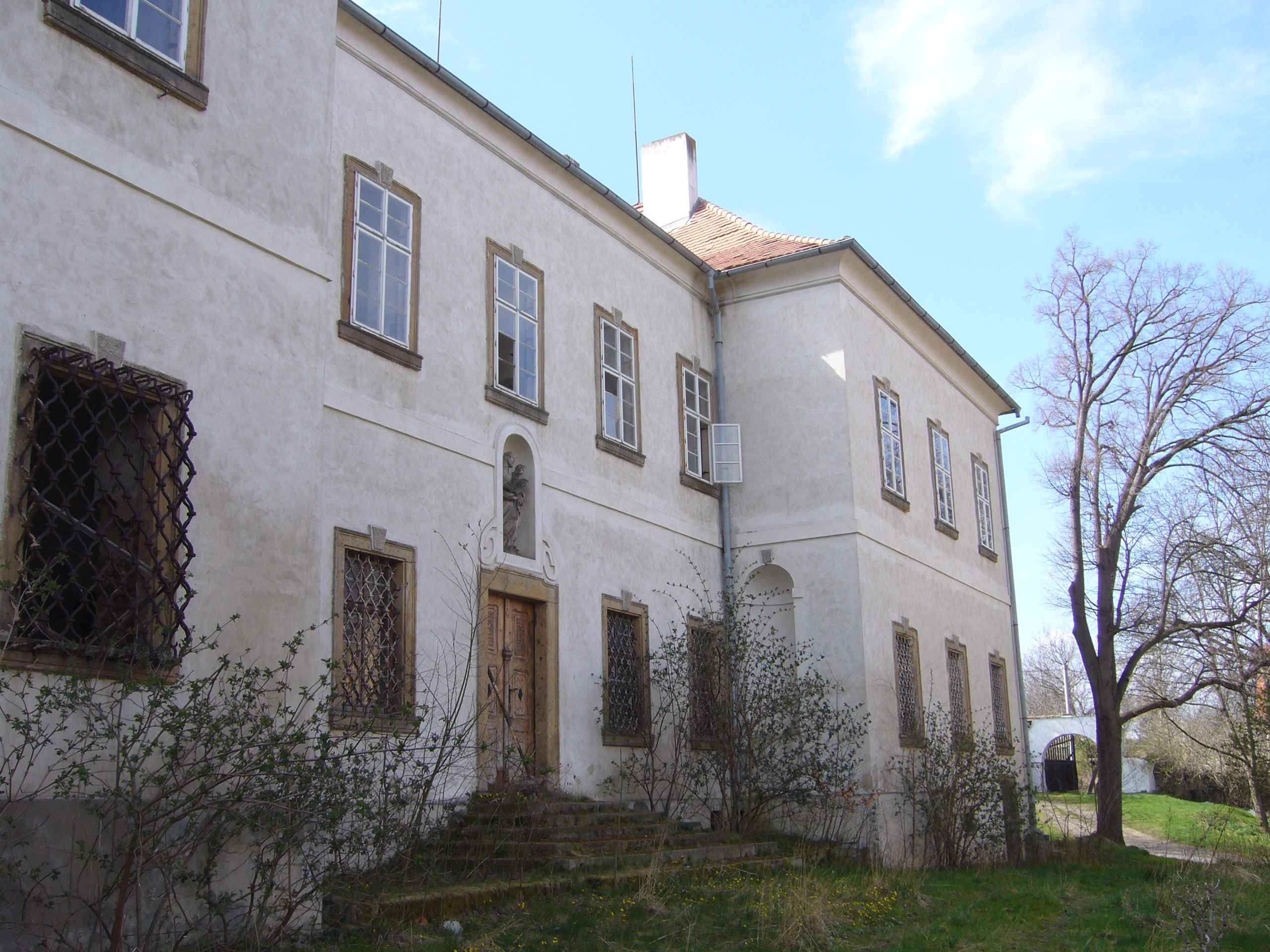
Severní průčelí zámku

Zámku předcházela starší tvrz poprvé doložená roku 1571. Její poslední majitelkou byla Marie Zuzana Smyslovská, která ji s panstvím roku 1668 odkázala karmelitánskému klášteru na Malé Straně v Praze. Karmelitáni v období 1708–1725 tvrz přestavěli na barokní řádový dům s rozsáhlým hospodářským dvorem a zahradou. Když byl řád v roce 1786 zrušen, spravoval jeho majetek Náboženský fond, od kterého zámek v roce 1808 koupil Vojtěch Mladota ze Solopysk a připojil ho k mašťovskému panství. Vojtěch zemřel v roce 1827 a jeho manželka panství roku 1833 prodala hraběnce Gabriele z Ditrichštejna. Od ní panství koupil Evžen Karel Černín z Chudenic v roce 1845. Černínům patřil libědický statek až do roku 1925. O rok později si ho po pozemkové reformě nejprve najal a později koupil inženýr Bohumír Roedl, který od roku 1929 pronajímal čtyři zámecké místnosti libědické české škole. Po roce 1945 se ze zámku stalo skladiště a ten zchátral. Část hospodářských budov musela být stržena. Dnes zámek patří společnosti CDK Holdins.

## Stavební podoba
Hlavní zámecká budova má obdélníkový půdorys se dvěma krátkými křídly směřujícími k severu. Průčelí o jedenácti okenních osách je rozděleno dvěma rizality. Ve výklenku nad portálem je umístěna socha od J. K. Vettera z roku 1725.